# Tomba KV60
La Tomba KV60 de la Vall dels Reis, a Egipte, és una de les que més dubtes presenta de la necròpoli tebana, per la incertesa sobre la identitat d'una mòmia femenina trobada allí, la KV60A, que alguns egiptòlegs, com ara Elizabeth Thomas, han identificat amb la faraona de la Dinastia XVIII Hatxepsut. Aquesta identificació ha estat corroborada pel també egiptòleg egipci Zahi Hawass.

## Descripció de la tomba
La Tomba KV60 és enfront de la Tomba KV20, l'autèntica tomba d'Hatxepsut, amb l'entrada just davant de la KV19, la tomba del príncep Mentuherkhepshef. És menuda i no està decorada; sembla més aviat un amagatall. Per l'estil arquitectònic, Donald Ryan la va datar de la Dinastia XX.
És evident que fou saquejada en l'antiguitat, i només en restaven la tapa d'un taüt de fusta, eines, bocins de ceràmica, segells i escarabeus. L'única decoració existent en són ulls d'Horus (Udyat) a banda i banda de l'entrada.(1) 

## Excavació
Quan Howard Carter va descobrir la tomba al 1903, va veure que havia estat desvalisada, però encara n'hi havia alguns objectes molt danyats i dues mòmies: una dona que descansava en un taüt amb una inscripció de la Dinastia XVIII, i una altra gran i obesa dipositada en terra, fora del sarcòfag, calba per davant i amb una llarga cabellera per darrere. Té el braç esquerre encreuat sobre el pit amb el puny tancat, la qual cosa suggereix que és una mòmia reial (tot i haver-hi mòmies no reials amb la mà en aquesta posició). Carter no li va dedicar massa atenció a aquesta tomba.

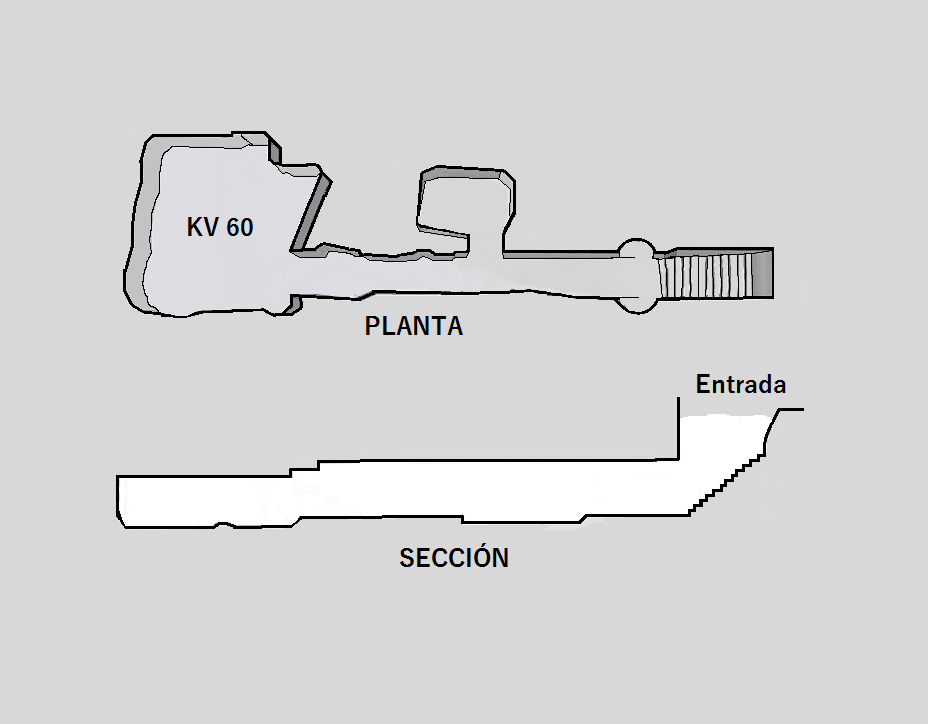
Pla de la Tomba KV60

El 1906 Edward R. Ayrton la va obrir de nou, i traslladà una mòmia, la KV60B, amb el seu sarcòfag, al Museu Egipci del Caire. El taüt té la inscripció de "nodrissa reial, In". Aquest personatge s'ha identificat com Sitra, anomenada In o Inet, la nodrissa d'Hatxepsut. Com que ni Carter ni Ayrton no en van fer pas plànols, la localització de la tomba es va perdre.
Elizabeth Thomas va especular el 1966 que la segona mòmia (no identificada) era la de Hatxepsut, a la qual Tutmosis III hauria traslladat a la tomba de la dida per a fer oblidar el seu record.
El 1990 es va redescobrir la tomba i s'excavà correctament per un equip dirigit per Donald P. Ryan i Mark Papworth. Hi trobaren evidències que donaven suport a les teories de Thomas i d'altres que la refutaven: la mòmia, molt ben conservada, és la d'una dama anciana amb el braç esquerre doblegat com el de les mòmies reials. D'altra banda, cap dels fragments de ceràmica recuperats durant l'excavació no es podien datar com anteriors a la Dinastia XX. També s'hi trobà una careta de fusta pertanyent a un taüt destinat a un home (tenia el lloc per a la barba postissa) però la tomba només contenia dones i se sap que Hatxepsut utilitzava la barba falsa. Ryan col·locà la mòmia en un taüt de fusta nou, i tornà a segellar la tomba.(2)

## Estudis

Escales d'accés a la Tomba KV60

A principis del 2007, tornaren a obrir la tomba i en tragueren la segona mòmia, KV60A, per a estudiar-la. El 27 de juny del mateix any, el director del Consell Suprem d'Antiguitats egípcies, Zahi Hawass, va proporcionar el que ell considerava la prova definitiva que aquest cos corpulent era realment d'Hatxepsut: a la mòmia KV60A li faltava una dent, que es trobava en un dels vasos canopis trobats en la Tomba TT320.(1) També s'ha comparat el seu ADN amb el de l'àvia d'Hatxepsut, Ahmosis-Nefertari, i els resultats donen semblances.